# Alvin Moore
Alvin Hovy Moore (11 de novembro de 1891 -  9 de novembro de 1972) foi um adestrador estadunidense. 

## Carreira
Alvin Moore representou seu país nos Jogos Olímpicos de 1932, na qual conquistou a medalha de bronze no adestramento por equipes. 